# 2048 (videojuego)
2048 es un juego en línea y para telefonía móvil creado en marzo de 2014 por el desarrollador web italiano de 19 años Gabriele Cirulli, cuyo objetivo es deslizar baldosas en una cuadrícula para combinarlas y crear una baldosa con el número 2048. Se lo considera como un rompecabezas de deslizamiento, con una apariencia muy similar a la aplicación Threes! lanzada un mes antes. Algunas aplicaciones derivadas de 2048 incluyen elementos de Doge, Doctor Who, Flappy Bird y Tetris; también existe una versión 3D y otras con cuadrículas más grandes o más pequeñas. Cirulli ve esto como "parte de la belleza del software de código abierto" y no se opone a estas "mientras estas agreguen modificaciones nuevas y creativas al juego".
Cirulli creó el juego durante un fin de semana como prueba para determinar si era capaz de programar un juego desde cero, describiéndolo como un clon de la aplicación 1024 de Veewo Studios, tomando la idea de ampliarlo a 2048 basado en el clon 2048 de Sami "Saming" Romdhana, quedando sorprendido cuando el juego tuvo más de 4 millones de visitas en menos de una semana, especialmente debido a que era un proyecto de fin de semana. Cirulli, en una entrevista, declaró que "fue una manera de hacer pasar el tiempo".
El juego fue absurdamente descrito por el Wall Street Journal como "un Candy Crush para frikis matemáticos", y Business Insider lo describió como un "Threes enfervorizado". El hecho que el juego sea de código abierto ha permitido la creación de varias versiones con adiciones y variantes, incluyendo una tabla de puntajes máximos y mejoras con respecto a la jugabilidad con pantallas táctiles. 2048 no requiere de un pago previo para jugar, ya que Cirulli se niega a obtener dinero de algo que no inventó.
Debido a la popularidad masiva de 2048, muchas personas actualmente creen que Threes es un clon de 2048, cuando en realidad sucede lo inverso.

## Modo de juego

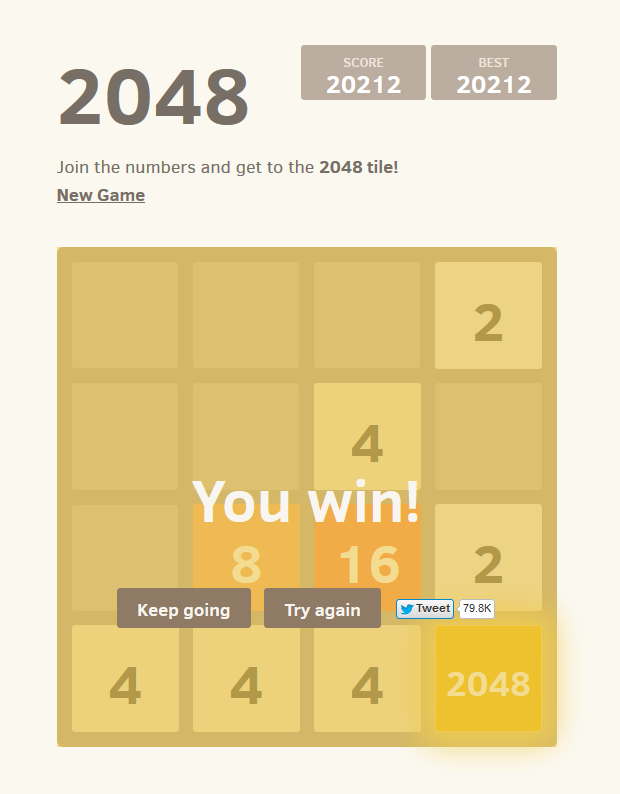
Un juego completo de 2048, con la baldosa ya mencionada en el ángulo inferior derecho

2048 es jugado en una cuadrícula gris simple de 4x4 con baldosas de distintos colores y con un número en su centro. Se utilizan las teclas de dirección izquierda, derecha, arriba y abajo para mover las baldosas, las cuales se deslizan en su totalidad por el tablero. Si dos baldosas con el mismo número "colisionan" durante un movimiento, se combinarán en una nueva baldosa, cuyo número será el equivalente a la suma de los números de las dos baldosas originales (es decir, si dos baldosas con el número 4 colisionan, se combinarán en una baldosa con el número 8). Sin embargo, la baldosa resultante no podrá combinarse con otra baldosa nuevamente en una misma jugada. Las baldosas con numeración alta emiten un brillo suave. Después de realizar una jugada, aparecerá una baldosa nueva en un lugar vacío del tablero, la cual tendrá o bien el número 2 o el número 4.
El juego registra el puntaje del usuario con un marcador en el margen superior derecho. El puntaje comienza en cero y, cuando dos baldosas se combinan, este se incrementa por el valor de la baldosa resultante. Al lado del puntaje actual, se muestra el mejor puntaje del usuario, al estilo de los juegos de Arcade.
2048 acaba en victoria cuando se logra obtener la baldosa con el número 2048 (de allí el nombre del juego). Tras haber logrado esto, es posible seguir jugando en un modo sandbox, donde es posible obtener fichas con mayores denominaciones (por ejemplo, 4096, 8192, etc.) No obstante, si un jugador queda sin algún movimiento legal (es decir, ya no quedan espacios vacíos y no existen baldosas adyacentes con el mismo valor), el juego termina.
Debido a la simpleza en los controles del juego, fue utilizado en un video promocional para el brazalete de control a base de gestos Myo. La disponibilidad del código fuente ha permitido su uso como material didáctico en la enseñanza de programación. Incluso, una aplicación que era capaz de jugar 2048 por sí misma obtuvo el segundo puesto en un concurso de programación en el Matlab Central Exchange.

## Comparaciones conFlappy Bird
2048 fue comparada con Flappy Bird por varios autores. Ambos son clones de juegos anteriores, su éxito produjo clones posteriores y fueron descritos como adictivos. JayIsGames lo comparó con Flappy Bird "pero sin el estado de irreflexión molesto". Cuando se le preguntó si estaba preocupado por la posibilidad que terminara tan estresado como el creador de Flappy Bird, Cirulli contestó que ya "había pasado por esa fase", pero a pequeña escala, y una vez que se había decidido en no monetizar 2048, "dejó de sentirse incómodo".